# Mladé Bříště
Mladé Bříště (en allemand : Jung Briescht) est une commune du district de Pelhřimov, dans la région de Vysočina, en Tchéquie. Sa population s'élevait à 262 habitants en 2020.

## Géographie
Mladé Bříště se trouve à 6 km au sud de Humpolec, à 10,5 km au nord-est de Pelhřimov, à 21,3 km à l'ouest-nord-ouest de Jihlava à 93 km au sud-est de Prague.
La commune est limitée par Komorovice au nord et au nord-est, par Staré Bříště à l'est, par Mysletín au sud-est, par Zachotín au sud, par Velký Rybník au sud et au sud-ouest, et par Humpolec au nord-ouest.

## Histoire
La première mention écrite de la localité date de 1226.

## Administration
La commune se compose de trois quartiers :
- Mladé Bříště
- Hojkovy
- Záhoří

## Transports
Par la route, Mezilesí se trouve à 6,4 km de Humpolec, à 12,5 km de Pelhřimov, à 28 km de Jihlava à 106 km de Prague.